# Marlene Wayar
Marlene Wayar (Córdoba, 14 de octubre de 1968) es una psicóloga social, activista travesti argentina, autora del libro Travesti: una teoría lo suficientemente buena (2018). Se ha desempeñado como Asesora en Género y Diversidad para el diputado José A. Roselli entre el 2001-2005 y en ese marco impulsó el debate sobre la reparación histórica a travestis y trans. Entre otras labores, trabajó en el Ministerio de Trabajo, Empleo y Seguridad Social de Nación. Fue parte del Consejo Asesor ad honorem del Ministerio de las Mujeres, Géneros y Diversidad de la Nación y nombrada Doctora Honoris Causa por la Universidad Nacional de Rosario en 2020.

## Historia
Es coordinadora general de Futuro Trans Asociación Civil  — organización con la que formó parte del Frente Nacional por la Ley de Identidad de Género— y Cofundadora de la Red Trans de Latinoamérica y el Caribe “Silvia Rivera”.
Es Directora de "El Teje", el primer periódico travesti de Latinoamérica, desarrollado a partir de un taller realizado en el Centro Cultural Ricardo Rojas.
Estudió Psicología social en la Universidad Popular de Madres de Plaza de Mayo.
Es una de las fundadoras de la ‘’Cooperativa Textil Nadia Echazú‘’, un taller-escuela que lleva el nombre de Nadia Echazú como homenaje a la militante de los derechos trans. El emprendimiento se inauguró a mediados del año 2008, en un lugar cedido por el Instituto Nacional de Asociativismo y Economía Social (Inaes).
Fue presentadora del ciclo "Género identidad. La diversidad en el cine”, emitido en 2011 por Canal Encuentro.

Formó parte del Consejo Asesor ad honorem del Ministerio de las Mujeres, Géneros y Diversidad, creado en mayo del 2020. En 2021 el Senado aprobó la ley del cupo laboral trans. Ante la pregunta de lo que simboliza la aprobación de esta ley, ella sostuvo:
“La sociedad nos abrió la puerta para empujarnos a la prostitución. La ley es una puerta para salir de ella…”.
En 2023, testificó en el Tribunal Federal 1 de La Plata (Buenos Aires, Argentina) acerca de los crímenes específicos que sufrió el colectivo travesti/trans durante el terrorismo de Estado Argentino como sobreviviente de la dictadura junto a Carla Fabiana Gutiérrez, Paola Leonor Alagastino, Julieta González, Analía Mártires Velázquez y Marcela Daniela Viegas Pedro. Fue en el marco de la Causa "Brigadas", que comenzó en 2020 y tiene a 15 represores acusados por crímenes de lesa humanidad cometidos contra 442 víctimas en la provincia de Buenos Aires.

## Reconocimientos y distinciones
En 2011, recibió el Premio Lola Mora, otorgado por la Legislatura de la Ciudad de Buenos Aires, por la publicación "El Teje".
En 2012, segundo año del  Centro de Alfabetización Trans, la organización Crisálida- Biblioteca Popular de Género, Diversidad Afectivo Sexual y Derechos Humanos de la provincia argentina de Tucumán informó que, producto de la convocatoria para darle un nombre al mismo, las exalumnas y participantes del proyecto propusieron el nombre de “Marlene Wayar”, el cual fue aceptado por unanimidad por la Comisión Directiva de Crisálida y anunciado a la Red de Mujeres de Tucumán (co-partícipes del proyecto).
En 2022 recibió el título Honoris Causa de la Universidad Nacional de Rosario (UNR) como así también de la Universidad de Mar del Plata (UNMDP).